# ريتشارد هولم
ريتشارد هولم (بالألمانية: Richard Holm)‏ هو مغني ومغني أوبرا ألماني، ولد في 3 أغسطس 1912 في شتوتغارت في ألمانيا، وتوفي في 20 يوليو 1988 في ميونخ في ألمانيا.

## وصلات خارجية
- ريتشارد هولم على موقع IMDb (الإنجليزية)
- ريتشارد هولم على موقع ميوزك برينز (الإنجليزية)
- ريتشارد هولم على موقع أول ميوزيك (الإنجليزية)
- ريتشارد هولم على موقع ديسكوغز (الإنجليزية)